# Vinay Mohan Kwatra
Vinay Mohan Kwatra est un diplomate indien.

## Biographie
Vinay Mohan Kwatra est né le 15 décembre 1962. Il est un diplomate retraité du service extérieur indien avec une carrière s'étendant sur près de 32 ans.
Il a été ambassadeur de l’Inde en France et au Népal. Kwatra a également été ministre à l'ambassade de l'Inde à Washington

### Vie privée
Il est marié à Pooja Kwatra et ils ont deux fils.